# Urozelotes mysticus
Urozelotes mysticus är en spindelart som beskrevs av Norman I. Platnick och Murphy 1984. Urozelotes mysticus ingår i släktet Urozelotes och familjen plattbuksspindlar.
Artens utbredningsområde är Italien. Inga underarter finns listade i Catalogue of Life.